# Parnamirim (Rio Grande do Norte)
Parnamirim è un comune del Brasile nello Stato del Rio Grande do Norte, parte della mesoregione del Leste Potiguar e della microregione di Natal.